# Caatiba
Caatiba es un municipio del estado de Bahía, en Brasil. Su población según el censo de 2010 era de 11 448 habitantes.

## Toponimia
"Caatiba" es un vocablo oriundo de la lengua tupí. Significa "unión de bosques", a través de la unión de los términos ka'a ("bosque") y tyba ("unión"). El topónimo deriva de la existencia, en otra época, de bosques cerrados en el territorio.

## Historia
Primitivamente, la región de Caatiba era habitada por los indios Imborés y Mongoiós. El poblamiento comenzó a fines del siglo XIX por aventureros en búsqueda de tierras fértiles para la agricultura y ganadería.